# Daniel Galán Méndez
Daniel Galán Méndez (* 11. Dezember 1936 in Mexiko-Stadt) ist ein ehemaliger mexikanischer Botschafter.

## Leben
Daniel Galán Méndez trat am 16. November 1953 als Kanzler in den auswärtigen Dienst.
Im Juni 1963 legte er seine Prüfung zum Vizekonsul ab und wurde zum Konsul Erster Klasse befördert. Er war an den Konsulaten Oklahoma City, New Orleans, Corpus Christi, Los Angeles und San José sowie an den Botschaften Washington, D. C., San José (Costa Rica) und Bogotá akkreditiert.
1982 war Daniel Galán Méndez Generalkonsul in Québec.
| Vorgänger              | Amt                                                              | Nachfolger             |
| ---------------------- | ---------------------------------------------------------------- | ---------------------- |
| Luis G. Zorrilla Ochoa | mexikanischer Botschafter in Warschau 24. Mai 1978–31. März 1980 | Ernesto Madero Vázquez |